# 金伯利 (西澳)
16°S 126°E / 16°S 126°E

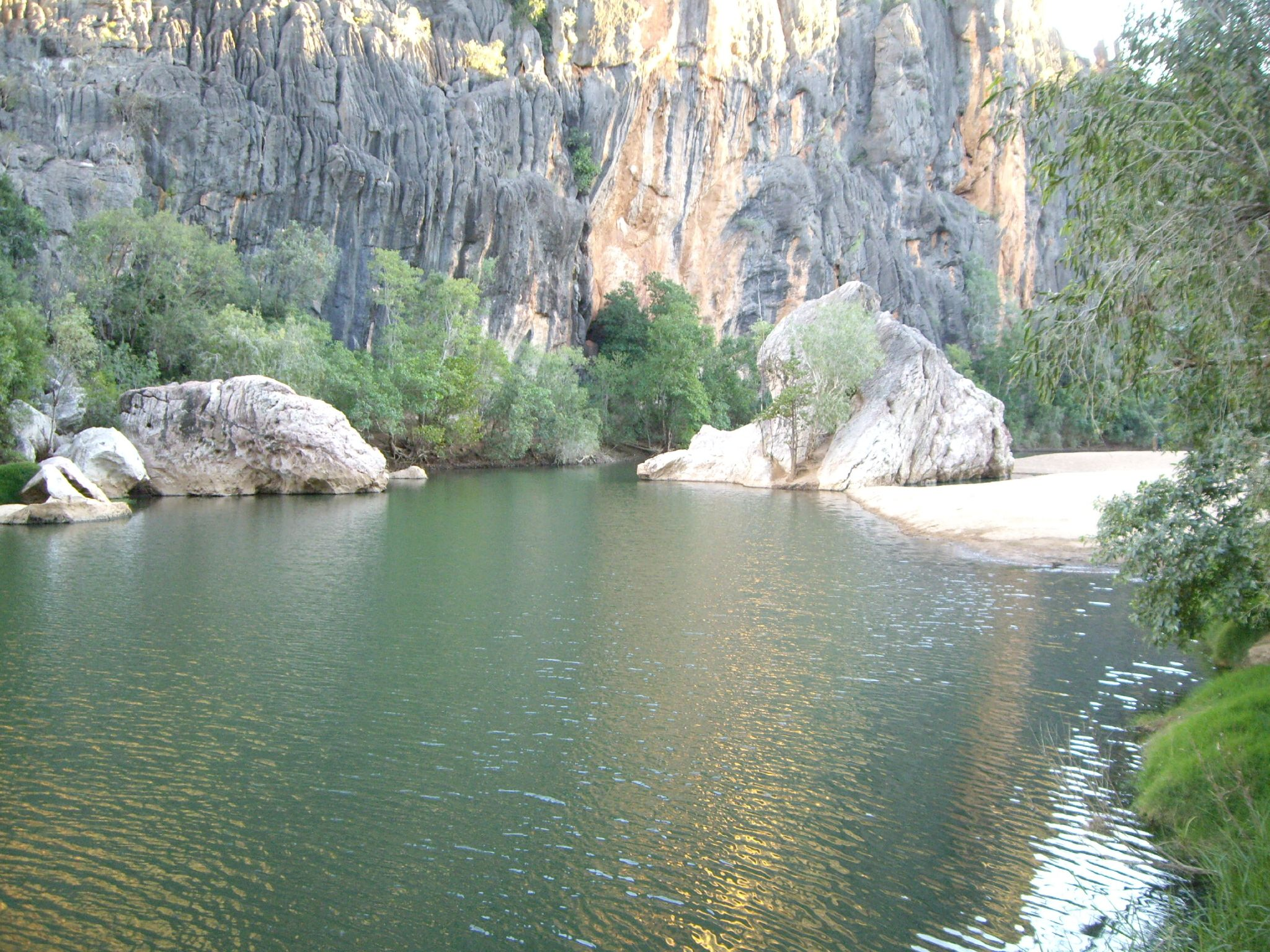
金伯利地区的Lennard河。

金伯利（Kimberley）是澳大利亚西澳大利亚州的九个地区之一，位于西澳州的北部，西临印度洋，北临帝汶海，南为大沙沙漠和塔纳米沙漠，东则与澳大利亚北领地接壤。
该地区以位于南非的金伯利钻石矿区命名，因这两个区域在地形、风景和资源方面均有类似之处。
2015年6月3日，卧龙岗大学副教授Kat Szabo女士表示，在此處北部海岸的一處考古遺址進行挖掘工作時，發現了一顆直徑5公厘的天然珍珠，外觀近似球體，顏色粉紅帶金色，推測這顆珍珠的年齡超過2000歲。

## 外部連結
- 维基导游上有關Kimberley, Western Australia的旅行指南
- Kimberley Development Commission （页面存档备份，存于）
- Kununurra Historical Society Inc. Archive, Library, Museum & Research for links to history images of the Kimberley （页面存档备份，存于）